# Dylan Bundy
Dylan Matthew Bundy (n. 15 de noviembre de 1992) es un lanzador estadounidense de béisbol profesional que juega para los Orioles de Baltimore de las Grandes Ligas. Bundy fue seleccionado por los Orioles como la cuarta selección general en el draft de 2011.

## Primeros años
Bundy asistió a la preparatoria Owasso High School en Owasso, Oklahoma. En 2011, su último año en la preparatoria, tuvo un promedio de carreras limpias (efectividad) de 0.25 y 158 ponches en 71 entradas lanzadas, por lo que ganó varios premios como el mejor jugador de preparatoria del año.
Su hermano mayor, Bobby, asistió a la preparatoria Sperry High School, donde también fue lanzador. Fue reclutado por los Orioles en el draft de Grandes Ligas de 2008 y ha jugado béisbol de ligas menores durante nueve temporadas.

## Carrera profesional
Bundy fue seleccionado por los Orioles de Baltimore como la cuarta selección general en el draft de Grandes Ligas de 2011. El 15 de agosto de 2011, firmó un contrato de Grandes Ligas con los Orioles y fue incluido en su plantilla de 40 jugadores.
Hizo su debut profesional el 6 de abril de 2012 con el equipo Delmarva Shorebirds de Clase A. En 30 entradas lanzadas con Delmarva, mantuvo una efectividad de 0.00 con 40 ponches, dos bases por bolas y dos carreras no atribuidas.
Bundy fue promovido a los Frederick Keys de Clase A avanzada el 23 de mayo de 2012, donde registró un récord de 6–3 con una efectividad de 2.84, por lo que fue nombrado para aparecer en el Juego de Futuras Estrellas de 2012.
El 14 de agosto de 2012, fue promovido a los Bowie Baysox de Clase AA, y el 19 de septiembre fue llamado por los Orioles de Baltimore. El 23 de septiembre, Bundy hizo su debut en las Grandes Ligas contra los Medias Rojas de Boston en una aparición de relevo, donde registró dos outs. Apareció una vez más durante la temporada el 25 de septiembre contra los Azulejos de Toronto, lanzando una entrada, permitiendo un hit y una base por bolas.
El 27 de junio de 2013, se sometió a una cirugía de Tommy John para reparar un ligamento de un codo. Se esperaba que estuviera inactivo por al menos 12 meses. En enero de 2014, Bundy marcó el 28 de junio de 2014, un año y un día después de su cirugía Tommy John, como fecha límite para su regreso.
Sin embargo, el 29 de julio de 2015 fue inactivado indefinidamente debido a una calcificación en la zona posterior de su hombro. El 26 de agosto, se anunció que lanzaría en una liga de instrucción, junto con el lanzador de los Orioles, Hunter Harvey, durante el mes de septiembre.

### 2016
En 2016, Bundy tuvo una primavera impresionante y logró formar parte de la plantilla de los Orioles para el Día Inaugural de la temporada. Hizo su debut en la temporada el 7 de abril de 1290 días después de su última aparición en las Grandes Ligas. Lanzó una entrada contra los Mellizos de Minnesota, permitiendo solo un hit, y logró preservar la ventaja de su equipo.
Para el receso del Juego de Estrellas, Bundy había lanzado en 22 juegos como relevista, registrando una efectividad de 3.08, marca de 2-1 y 32 ponches. Después de la pausa del Juego de Estrellas, fue insertado en la rotación de abridores para mejorar el rendimiento del equipo. Su primera apertura fue difícil, ya que lanzó solo 3 1⁄3 entradas donde permitió cuatro carreras a través de jonrones. Su segunda apertura fue mucho mejor, ya que lanzó cinco entradas contra los Indios de Cleveland permitiendo solo una carrera. El 27 de julio, ante los Rockies de Colorado, lanzó un juego perfecto hasta la sexta entrada con un out antes de permitir una base por bolas y luego un jonrón al exjugador de los Orioles Nick Hundley. En su siguiente inicio contra los Rangers de Texas, logró un mejor desempeño al lanzar siete entradas y permitir un solo hit.
Bundy terminó su primer año completo en Grandes Ligas habiendo lanzado en 36 juegos (14 aperturas), registrando una efectividad de 4.02 con marca de 10–6 y ponchando a 104 bateadores.

### 2017
En 2017, Bundy se posicionó como el abridor número dos de los Orioles después de una lesión del as Chris Tillman. En su primer inicio de la temporada, lanzó siete entradas, permitió solo un hit y ponchó a ocho bateadores para obtener su primera victoria. Tuvo problemas en los meses de junio y julio, y terminó la primera mitad con una efectividad de 4.33 en 108 entradas de trabajo. El 29 de agosto ante los Marineros de Seattle, Bundy tuvo el inicio más dominante de su carrera, lanzando su primer juego completo. Permitió solo un hit, un toque sencillo en la cuarta entrada, mientras que ponchó a 12 bateadores y solo otorgó dos boletos.
En total, registró una marca de 13-9 con 4.24 de efectividad y 152 ponches en 28 aperturas.

### 2018
Bundy comenzó la temporada 2018 con una efectividad de 1.42 a través de cinco aperturas. Sin embargo, el 8 de mayo estableció un récord de Grandes Ligas contra los Reales de Kansas City al permitir cuatro jonrones sin registrar un solo out. Bundy permitió los jonrones a Jorge Soler , Mike Moustakas , Salvador Pérez y Alex Gordon. En total, permitió cinco hits, siete carreras y dos bases por bolas antes de ser retirado del juego en la misma primera entrada. Eventualmente, fue colocado en la lista de lesionados el 26 de junio por una lesión en el tobillo.
Bundy finalizó la temporada como el lanzador que más jonrones permitió (41 en 171 1⁄3 entradas), aproximadamente 2,15 por cada nueve entradas lanzadas. Terminó con un récord de 8-16 en 31 aperturas, efectividad de 5.45 y 184 ponches.